# Neocichla gutturalis
Neocichla gutturalis là một loài chim trong họ Sturnidae.